# Gynoplistia dileuca
Gynoplistia dileuca är en tvåvingeart som beskrevs av Alexander 1947. Gynoplistia dileuca ingår i släktet Gynoplistia och familjen småharkrankar. Inga underarter finns listade i Catalogue of Life.